# Cârlig (okręg Neamț)
Cârlig – wieś w Rumunii, w okręgu Neamț, w gminie Dulcești. W 2011 roku liczyła 330 mieszkańców.